# Derek Fisher
Pour le joueur de baseball, voir Derek Fisher (baseball).
Derek Lamar Fisher (né le 9 août 1974 à Little Rock dans l'Arkansas) est un joueur américain de basket-ball, devenu entraîneur.
Après une carrière universitaire à l'université de l'Arkansas à Little Rock, Fisher est sélectionné au 24e rang de la draft 1996 par les Lakers de Los Angeles. Il passe ses huit premières saisons avec eux. Il inscrit au moins 10 points de moyenne pendant trois saisons (saison 2000-2001, saison 2001-2002 et saison 2002-2003) et gagne trois titres de champion NBA consécutifs. Faisant partie d'une équipe de superstars avec Shaquille O'Neal et Kobe Bryant, Fisher apporte une contribution importante aux playoffs 2001, durant lesquels les Lakers établissent un bilan de 15 victoires - 1 défaite. Il est entraîneur des Knicks de New York du 10 juin 2014 au 8 février 2016.

## Carrière amateur
Fisher est diplômé du lycée "Parkview Arts and Science Magnet" à Little Rock, Arkansas, en 1992.

## Carrière en NBA

### Lakers de Los Angeles (1996-2004)
Fisher s'illustre lors des playoffs 2004, au 5e match des demi-finales de la Conférence Ouest de la saison 2003-2004  entre les Lakers et les champions en titre, les Spurs de San Antonio, alors que la série est à deux partout, le match 5 est très serré. À 11 secondes de la fin, Kobe Bryant inscrit un tir qui permet aux Lakers de mener 72-71. Tim Duncan des Spurs inscrit un tir à six mètres pour repasser devant. Les Spurs mènent alors 73-72 avec 0,4 seconde à jouer. Après trois temps-morts, Gary Payton trouve Fisher, qui attrape le ballon, se retourne et tire pour inscrire le tir victorieux. Fisher court pour sortir du terrain, car il n'est pas sûr d'avoir inscrit le tir avant le buzzer et voulait être hors du terrain avant que le jeu ne puisse reprendre. Les Spurs contestent cette action immédiatement, et après avoir revu l'action à la vidéo, les arbitres en concluent que la balle avait quitté les mains de Fisher juste avant que le buzzer ne retentisse. Le panier « 0,4 » est comptabilisé et les Lakers gagnent.
Fisher est surnommé The Fish that Saved L.A (« le poisson qui a sauvé Los Angeles ») pour cette action. Les Lakers concluent la série en battant les Spurs lors du match 6. Ils éliminent ensuite les Timberwolves du Minnesota en Finale de la Conférence Ouest, mais sont battus lors des Finales NBA 2004 par les Pistons de Détroit 4-1.

### Warriors de Golden State (2004-2006)
Après la saison 2003-2004, Fisher devient agent libre. Bien que Fisher soit très populaire, les Lakers ne voyaient en lui qu'un joueur de complément. Avec Gary Payton et Karl Malone présents dans l'équipe, Fisher est poussé du statut de titulaire vers le banc, jouant 18-20 minutes par match. Les Lakers lui offrent un contrat de 15 millions de dollars pour trois années supplémentaires. Les Warriors de Golden State lui proposent 37 millions sur six ans et lui garantissant un rôle de meneur de jeu titulaire.
En plus de ces facteurs, l'équipe des Lakers où Fisher avait joué se désintègre : l'entraîneur Phil Jackson prend sa retraite et le pivot Shaquille O'Neal est transféré. Bien que Kobe Bryant ait indiqué qu'il voulait partir, il demeure dans l'équipe. Les mois suivants, la plupart des membres de l'équipe sont transférés, Bryant et Devean George étant les deux seuls joueurs restants.
Le 16 juillet 2004, Fisher signe avec les Warriors en tant qu'agent libre. Il accepte leur offre quelques heures avant que Bryant n'annonce qu'il reste finalement avec les Lakers et qu'il appelle Fisher quelques minutes après pour lui demander de rester dans l'équipe.
Les deux saisons de Fisher avec Golden State sont relativement décevantes, ses faiblesses apparaissant au grand jour. Alors qu'il est un bon tireur au poste, sans une star comme Bryant ou O'Neal pour attirer l'attention des défenses, Fisher montre ses limites face à des joueurs plus rapides.
Fisher explique que la principale raison qui l'a poussé à quitter les Lakers pour les Warriors était une chance de mener sa propre équipe en tant que meneur titulaire, mais Baron Davis le remplace rapidement dans ce rôle et il retourne sur le banc pour la majorité du reste de son séjour à Golden State. Lors de la saison 2005-2006, il est très productif dans ce rôle de remplaçant, inscrivant 13 points par match, sa plus forte moyenne en carrière.

### Jazz de l'Utah (2006-2007)
Derek Fisher est recruté par le Jazz de l'Utah le 12 juillet 2006 dans un transfert envoyant Keith McLeod, Andre Owens et Devin Brown aux Warriors de Golden State. En février 2007, il est élu président de l'association des joueurs de la NBA.
Il annonce quelques jours avant le début des demi-finales de Conférence que l'un de ses quatre enfants est malade, ne s'étalant pas sur les détails, sinon qu'il doit passer du temps avec sa famille.
C'est à l'issue du match 2, lors d'une interview d'après-match que Fisher donne plus de détails sur la grave situation concernant sa fille de âgée de 10 mois, Tatum. On lui a diagnostiqué une forme très rare de cancer de l'œil.
Le 2 juillet 2007, Fisher annonce lors d'une conférence de presse avec le propriétaire du Jazz de l'Utah, Larry Miller, qu'il quitte le Jazz avec leur accord pour essayer de poursuivre dans une équipe d'une ville dotée de spécialistes capables de suivre la maladie de sa fille.

### Lakers de Los Angeles (2007-mar. 2012)

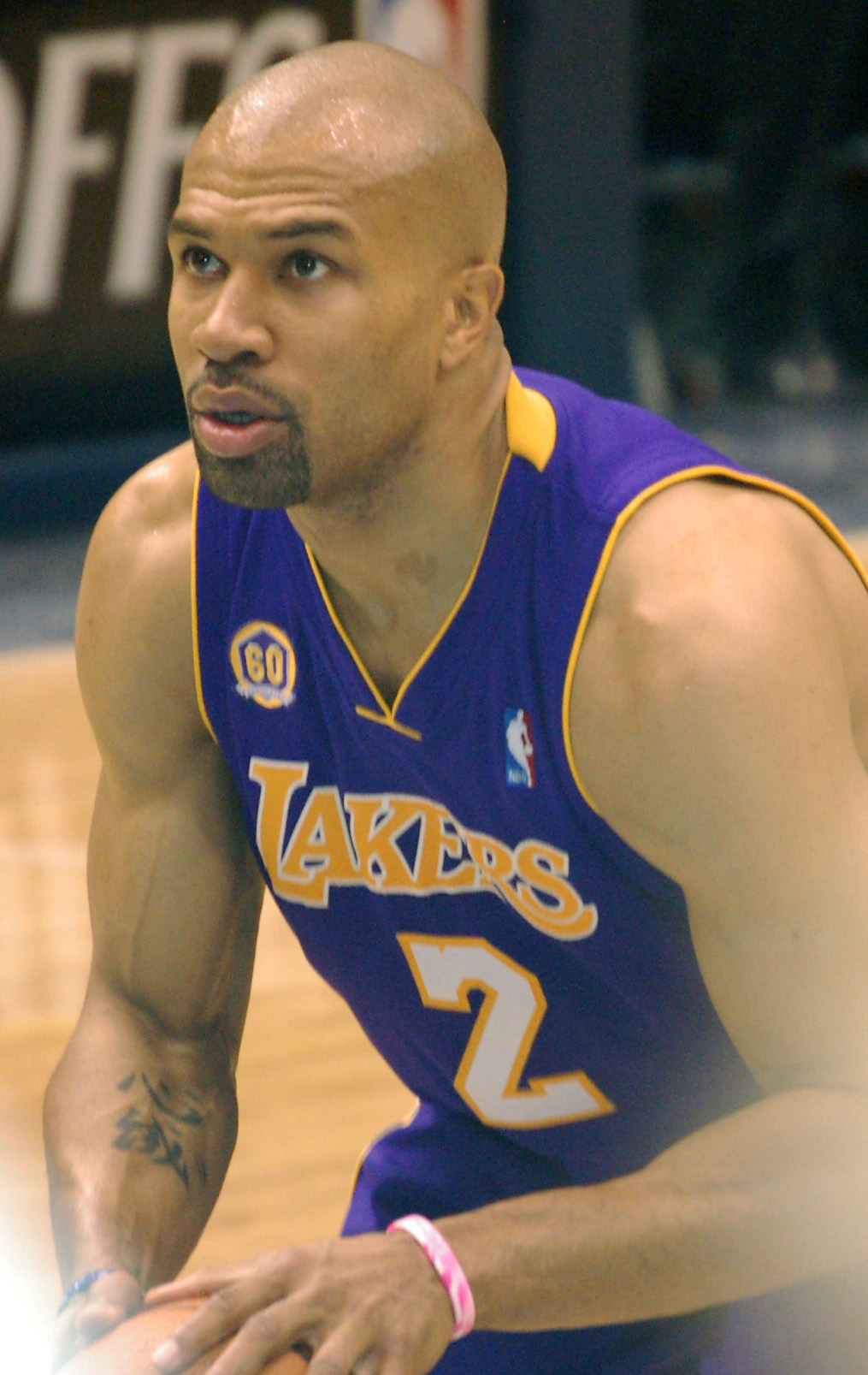
Derek Fisher, 2008

Le 19 juillet 2007, il rejoint les Lakers de Los Angeles pour un contrat de 3 années et 14 millions de dollars.
Gagnant par la suite deux autres titres de champion en 2009 et 2010.

### Rockets de Houston (15-19 mar.2012)
Le 15 mars 2012, il est envoyé aux Rockets de Houston, en échange de Jordan Hill et d'un premier tour de draft. Cependant, il est coupé directement par Houston.

### Thunder d'Oklahoma City (mar. 2012-2012)
Souhaitant signer pour une équipe jouant le titre, il s'engage pour le Thunder d'Oklahoma City avec laquelle il atteint à nouveau les Finales NBA en 2012. Derek n'est pas conservé par le Thunder à la fin de saison. Il reste sans club jusqu'en novembre 2012.

### Mavericks de Dallas (nov.-déc. 2012)
Fisher signe pour les Mavericks de Dallas, mais à la suite d'une blessure, il est libéré par la franchise un mois plus tard.

### Thunder d'Oklahoma City (fév. 2013-2014)
Enfin, fin février il retourne au Thunder après le transfert d'Eric Maynor aux Trail Blazers de Portland.

## Entraîneur
En décembre 2018, Derek Fisher (qui entraîne de 2014 à 2016 les Knicks de New York) est nommé entraîneur de l'équipe WNBA des Sparks de Los Angeles. Gardant cette charge, il est également nommé manager général des Sparks en décembre 2020. Il est licencié en juin 2022.

## Palmarès
- Champion NBA en 2000, 2001, 2002, 2009 et 2010 avec les Lakers de Los Angeles.
- Finales NBA contre les Pistons de Détroit en 2004, contre les Celtics de Boston en 2008 et contre le Heat de Miami en 2012. Les deux premières avec les Lakers de Los Angeles et la dernière avec le Thunder d'Oklahoma City.
- Champion de la Conférence Ouest en 2000, 2001, 2002, 2004, 2008, 2009 et 2010 avec les Lakers de Los Angeles.
- Champion de la Conférence Ouest en 2012 avec le Thunder d'Oklahoma City.
- Champion de la Division Pacifique en 2000, 2001, 2004, 2008, 2009, 2010 et 2011 avec les Lakers de Los Angeles.
- Champion de la Division Nord-Ouest en 2012 et 2013 avec le Thunder d'Oklahoma City.

## Statistiques

### Universitaires
Les statistiques universitaire de Derek Fisher sont les suivantes :
| Année     | Équipe   | Matches | Titul. | Min./m. | %tir | %3pts | %l-f | rbds/m. | pass/m. | int/m. | ctr/m. | pts/m. |
| --------- | -------- | ------- | ------ | ------- | ---- | ----- | ---- | ------- | ------- | ------ | ------ | ------ |
| 1992-1993 | Arkansas | 27      | 27     | 27,7    | 41,3 | 29,0  | 77,2 | 3,3     | 3,4     | ?      | ?      | 7,2    |
| 1993-1994 | Arkansas | 28      | 28     | 31,7    | 44,3 | 41,8  | 77,4 | 3,9     | 3,6     | ?      | ?      | 10,1   |
| 1994-1995 | Arkansas | 27      | 27     | 34,7    | 39,6 | 38,1  | 72,2 | 5,0     | 4,6     | ?      | ?      | 17,7   |
| 1995-1996 | Arkansas | 30      | 30     | 36,0    | 41,0 | 38,3  | 74,9 | 4,8     | 5,1     | ?      | ?      | 14,5   |
| Total     | Total    | 112     | 112    | 32,6    | 41,2 | 38,0  | 74,8 | 4,3     | 4,2     | ?      | ?      | 12,4   |

### Professionnelles
Légende :
| Champion NBA |

gras = ses meilleures performances

#### Saison régulière
Les statistiques de Derek Fisher en saison régulière sont les suivantes :
| Année    | Équipe   | Matches | Titul. | Min./m. | %tir | %3pts | %l-f | rbds/m. | pass/m. | int/m. | ctr/m. | pts/m. |
| -------- | -------- | ------- | ------ | ------- | ---- | ----- | ---- | ------- | ------- | ------ | ------ | ------ |
| 1996-97  | Lakers   | 80      | 3      | 11,5    | 39,7 | 30,1  | 65,8 | 1,2     | 1,5     | 0,5    | 0,1    | 3,9    |
| 1997-98  | Lakers   | 82      | 36     | 21,5    | 43,4 | 38,3  | 75,7 | 2,4     | 4,1     | 0,9    | 0,1    | 5,8    |
| 1998-99  | Lakers   | 50      | 21     | 22,6    | 37,6 | 39,2  | 75,9 | 1,8     | 3,9     | 1,2    | 0,0    | 5,9    |
| 1999-00  | Lakers   | 78      | 22     | 23,1    | 34,6 | 31,3  | 72,4 | 1,8     | 2,8     | 1,0    | 0,0    | 6,3    |
| 2000-01  | Lakers   | 20      | 20     | 35,5    | 41,2 | 39,7  | 80,6 | 3,0     | 4,4     | 2,0    | 0,1    | 11,5   |
| 2001-02  | Lakers   | 70      | 35     | 28,2    | 41,1 | 41,3  | 84,7 | 2,1     | 2,6     | 0,9    | 0,1    | 11,2   |
| 2002-03  | Lakers   | 82      | 82     | 34,5    | 43,7 | 40,1  | 80,0 | 2,9     | 3,6     | 1,1    | 0,2    | 10,5   |
| 2003-04  | Lakers   | 82      | 3      | 21,6    | 35,2 | 29,1  | 79,7 | 1,9     | 2,3     | 1,3    | 0,1    | 7,1    |
| 2004-05  | Warriors | 74      | 32     | 30,0    | 39,3 | 37,1  | 86,2 | 2,9     | 4,1     | 1,0    | 0,1    | 11,9   |
| 2005-06  | Warriors | 82      | 36     | 31,6    | 41,0 | 39,7  | 83,3 | 2,6     | 4,3     | 1,5    | 0,1    | 13,3   |
| 2006-07  | Jazz     | 82      | 61     | 27,9    | 38,2 | 30,8  | 85,3 | 1,8     | 3,3     | 1,0    | 0,1    | 10,1   |
| 2007-08  | Lakers   | 82      | 82     | 27,4    | 43,6 | 40,6  | 88,3 | 2,1     | 2,9     | 1,0    | 0,0    | 11,7   |
| 2008-09  | Lakers   | 82      | 82     | 29,8    | 42,4 | 39,7  | 84,6 | 2,3     | 3,2     | 1,2    | 0,1    | 9,9    |
| 2009-10  | Lakers   | 82      | 82     | 27,2    | 38,0 | 34,8  | 85,6 | 2,1     | 2,5     | 1,1    | 0,1    | 7,5    |
| 2010-11  | Lakers   | 82      | 82     | 28,0    | 38,9 | 39,6  | 80,6 | 1,9     | 2,7     | 1,2    | 0,1    | 6,8    |
| 2011-12  | Lakers   | 43      | 43     | 25,6    | 38,3 | 32,4  | 83,0 | 2,1     | 3,3     | 0,9    | 0,1    | 5,9    |
| 2011-12* | Thunder  | 18      | 0      | 19,6    | 31,2 | 33,3  | 90,9 | 1,3     | 1,2     | 0,6    | 0,1    | 4,3    |
| 2012-13  | Dallas   | 9       | 9      | 25,4    | 35,4 | 43,5  | 91,3 | 1,7     | 3,4     | 0,6    | 0,2    | 8,6    |
| 2012-13  | Thunder  | 24      | 0      | 14,4    | 33,3 | 35,1  | 93,3 | 0,9     | 0,7     | 0,6    | 0,0    | 4,1    |
| 2013-14  | Thunder  | 81      | 0      | 17,6    | 39,1 | 38,4  | 77,5 | 1,5     | 1,4     | 0,9    | 0,0    | 5,2    |
| Total    | Total    | 1287    | 731    | 25,4    | 39,9 | 37,4  | 81,7 | 2,1     | 3,0     | 1,1    | 0,1    | 8,3    |

Note: * Cette saison a été réduite de 82 à 66 matchs en raison du lock out.

#### Playoffs
Les statistiques de Derek Fisher en playoffs sont les suivantes :
| Année | Équipe  | Matches | Titul. | Min./m. | %tir | %3pts | %l-f  | rbds/m. | pass/m. | int/m. | ctr/m. | pts/m. |
| ----- | ------- | ------- | ------ | ------- | ---- | ----- | ----- | ------- | ------- | ------ | ------ | ------ |
| 1997  | Lakers  | 6       | 0      | 5,7     | 27,3 | 0,0   | 66,7  | 0,5     | 1,0     | 0,2    | 0,0    | 1,3    |
| 1998  | Lakers  | 13      | 13     | 21,4    | 39,7 | 30,0  | 62,1  | 1,9     | 3,8     | 1,3    | 0,0    | 6,0    |
| 1999  | Lakers  | 8       | 8      | 29,8    | 41,8 | 34,5  | 80,0  | 3,6     | 4,9     | 1,0    | 0,0    | 9,8    |
| 2000  | Lakers  | 21      | 0      | 15,3    | 43,0 | 41,4  | 76,0  | 1,0     | 2,0     | 0,5    | 0,0    | 4,7    |
| 2001  | Lakers  | 16      | 16     | 36,0    | 48,4 | 51,5  | 76,5  | 3,8     | 3,0     | 1,3    | 0,1    | 13,4   |
| 2002  | Lakers  | 19      | 19     | 34,2    | 35,7 | 35,8  | 78,6  | 3,3     | 2,7     | 1,0    | 0,0    | 10,2   |
| 2003  | Lakers  | 12      | 12     | 35,3    | 52,0 | 61,7  | 81,8  | 3,0     | 1,8     | 1,5    | 0,1    | 12,8   |
| 2004  | Lakers  | 22      | 0      | 23,0    | 40,5 | 41,8  | 65,7  | 2,5     | 2,2     | 0,8    | 0,0    | 7,5    |
| 2007  | Jazz    | 16      | 14     | 27,8    | 40,5 | 37,5  | 93,3  | 1,6     | 2,6     | 1,0    | 0,1    | 9,5    |
| 2008  | Lakers  | 21      | 21     | 31,6    | 45,2 | 44,0  | 83,6  | 2,2     | 2,5     | 2,0    | 0,1    | 10,2   |
| 2009  | Lakers  | 22      | 22     | 28,9    | 39,4 | 28,4  | 86,1  | 2,0     | 2,2     | 0,9    | 0,0    | 8,0    |
| 2010  | Lakers  | 23      | 23     | 32,8    | 44,8 | 36,0  | 82,1  | 2,5     | 2,8     | 1,2    | 0,0    | 10,3   |
| 2011  | Lakers  | 10      | 10     | 32,5    | 43,3 | 41,2  | 81,0  | 2,7     | 2,6     | 1,4    | 0,2    | 8,2    |
| 2012  | Thunder | 20      | 0      | 22,3    | 41,5 | 37,5  | 100,0 | 1,6     | 1,3     | 0,8    | 0,1    | 6,3    |
| 2013  | Thunder | 11      | 0      | 23,7    | 45,7 | 47,1  | 66,7  | 1,5     | 0,7     | 0,6    | 0,1    | 8,7    |
| 2014  | Thunder | 19      | 0      | 15,7    | 31,5 | 29,3  | 100,0 | 1,5     | 0,8     | 0,7    | 0,0    | 3,8    |
| Total | Total   | 259     | 158    | 26,5    | 42,2 | 39,9  | 80,5  | 2,2     | 2,3     | 1,1    | 0,1    | 8,3    |

## Records sur une rencontre NBA

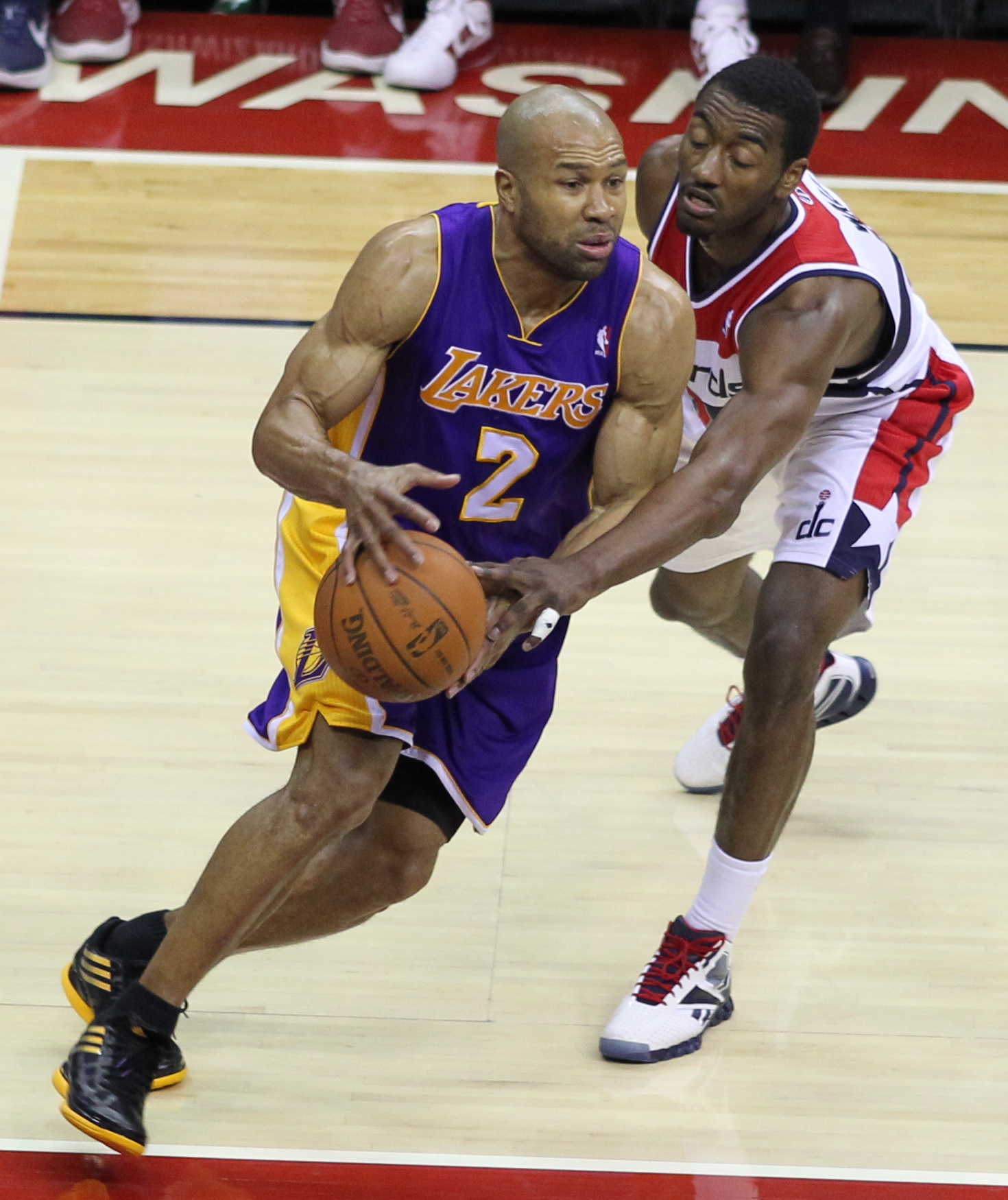
Derek Fisher en mars 2012.

Les records personnels de Derek Fisher sur une rencontre NBA sont les suivants :
| Type de statistique        | Saison régulière | Saison régulière               | Saison régulière | Playoffs | Playoffs                    | Playoffs      |
| Type de statistique        | Record           | Adversaire                     | Date             | Record   | Adversaire                  | Date          |
| -------------------------- | ---------------- | ------------------------------ | ---------------- | -------- | --------------------------- | ------------- |
| Points                     | 29               | Lakers de Los Angeles          | 15 janvier 2005  | 28       | Spurs de San Antonio        | 27 mai 2001   |
| Paniers marqués            | 11               | Lakers de Los Angeles          | 15 janvier 2005  | 11       | Spurs de San Antonio        | 27 mai 2001   |
| Paniers tentés             | 23               | @ Mavericks de Dallas          | 8 novembre 2004  | 14       | 3 fois                      | 3 fois        |
| Lancers francs réussis     | 13               | Jazz de l'Utah                 | 4 novembre 2007  | 9        | Trail Blazers de Portland   | 25 avril 2002 |
| Lancers francs tentés      | 16               | Jazz de l'Utah                 | 27 février 2006  | 11       | Celtics de Boston           | 15 juin 2008  |
| Paniers à 3 points réussis | 7                | 2 fois                         | 2 fois           | 6        | 3 fois                      | 3 fois        |
| Paniers à 3 points tentés  | 13               | Hornets de la Nouvelle Orléans | 6 janvier 2009   | 11       | Grizzlies de Memphis        | 15 mai 2013   |
| Rebonds offensifs          | 4                | 2 fois                         | 2 fois           | 3        | 2 fois                      | 2 fois        |
| Rebonds défensifs          | 10               | @ Clippers de Los Angeles      | 12 mars 1998     | 8        | @ Trail Blazers de Portland | 29 avril 2001 |
| Rebonds totaux             | 11               | @ Clippers de Los Angeles      | 12 mars 1998     | 8        | 2 fois                      | 2 fois        |
| Passes décisives           | 13               | 2 fois                         | 2 fois           | 10       | @ Pacers de l'Indiana       | 11 juin 2000  |
| Interceptions              | 6                | 5 fois                         | 5 fois           | 6        | Jazz de l'Utah              | 4 mai 2008    |
| Contres                    | 2                | 6 fois                         | 6 fois           | 1        | 16 fois                     | 16 fois       |
| Minutes jouées             | 50               | Jazz de l'Utah                 | 27 février 2006  | 45       | @ Spurs de San Antonio      | 5 mai 2003    |

- Double-double : 11 (dont 1 en playoffs)
- Triple-double : 0

## Salaires
| Année       | Équipe      | Salaire      |
| ----------- | ----------- | ------------ |
| 1996-1997   | Lakers      | 612 000 $    |
| 1997-1998   | Lakers      | 703 200 $    |
| 1998-1999   | Lakers      | 795 000 $    |
| 1999-2000   | Lakers      | 3 000 000 $  |
| 2000-2001   | Lakers      | 3 380 000 $  |
| 2001-2002   | Lakers      | 3 000 000 $  |
| 2002-2003   | Lakers      | 3 000 000 $  |
| 2003-2004   | Lakers      | 3 000 000 $  |
| 2004-2005   | Warriors    | 4 903 000 $  |
| 2005-2006   | Warriors    | 5 393 300 $  |
| 2006-2007   | Jazz        | 5 883 600 $  |
| 2007-2008   | Jazz        | 6 373 900 $  |
| 2007-2008   | Lakers      | 4 350 000 $  |
| 2008-2009   | Lakers      | 4 700 000 $  |
| 2009-2010   | Lakers      | 5 048 000 $  |
| 2010-2011   | Lakers      | 3 700 000 $  |
| 2011-2012*  | Lakers      | 3 400 000 $  |
| Total Gains | Total Gains | 61 242 000 $ |

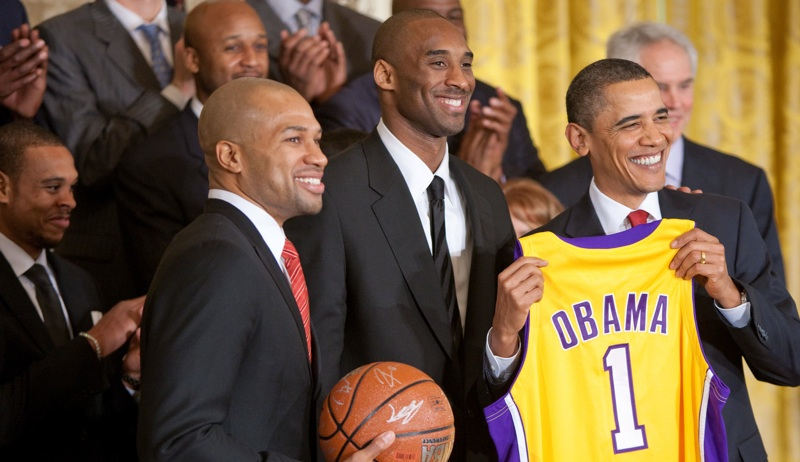
Derek Fisher (gauche), Kobe Bryant (centre) avec le Président Barack Obama (droite) le 25 janvier 2010.

Note : * En 2011, le salaire moyen d'un joueur évoluant en NBA est de 5 150 000 $.

## Anecdotes

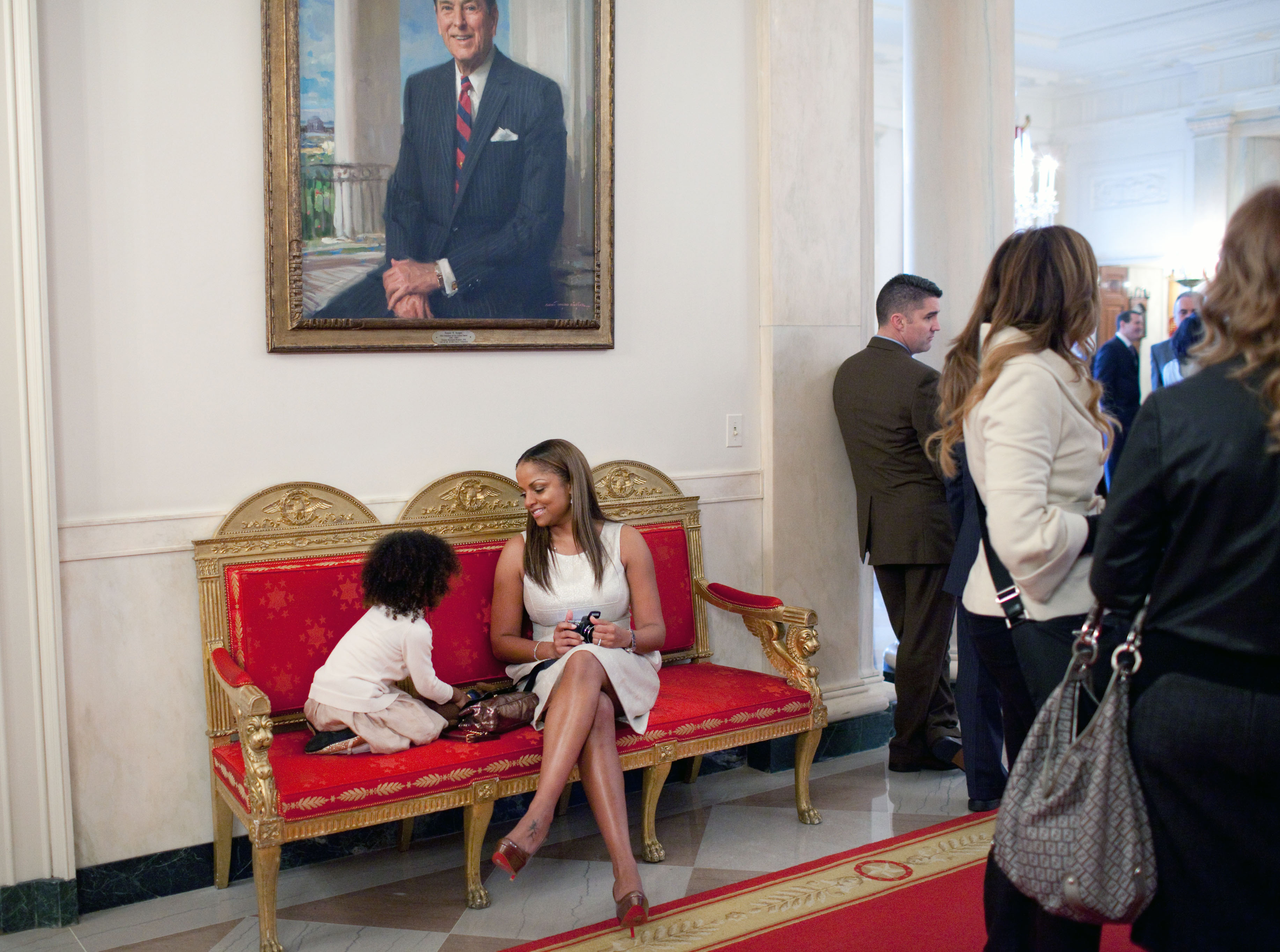
Candace Fisher et sa fille Tatum.

- Fisher est le jeune frère de l'ancien joueur NBA, Duane Washington[12].
- En novembre 2006, Fisher fut élu Président de l'association des joueurs de la NBA, succédant à Antonio Davis. Fisher était auparavant vice-président[13].
- Fisher et sa femme Candace ont 4 enfants : Marshal, Chloe, Tatum et Drew.

## Pour approfondir